# Sebastian Siedler
Sebastian Siedler (Leipzig, Saxònia, 18 de gener de 1978) va ser un ciclista alemany que fou professional entre 2004 i 2010. Va combinar la carretera amb el ciclisme en pista.
En la pista, i especialment en la persecució per equips, és on va aconseguir la seva principal victòria guanyant el Campionat del món de Persecució per equips l'any 2000.

## Palmarès en pista
- 1998
  -  Campió d'Alemanya en Persecució per equips (amb Jens Lehmann, Christian Bach i Daniel Becke)
- 1999
  -  Campió d'Alemanya en Persecució per equips (amb Jens Lehmann, Christian Bach i Daniel Becke)
- 2000
  -  Campió del món de velocitat per equips (amb Daniel Becke, Jens Lehmann i Guido Fulst)
- 2001
  -  Campió d'Alemanya en Persecució per equips (amb Jens Lehmann, Christian Bach i Christian Müller)
- 2002
  -  Campió d'Alemanya en Persecució per equips (amb Jens Lehmann, Thomas Fothen i Moritz Veit)
- 2003
  -  Campió d'Alemanya en Persecució per equips (amb Jens Lehmann, Christian Bach i Daniel Schlegel)

### Resultats a laCopa del Món en pista
- 2001
  - 1r a Szczecin, en Persecució per equips
- 2002
  - 1r a Kunming, en Persecució

## Palmarès en ruta
- 2001
  - Vencedor d'una etapa a la Volta a Brandemburg
- 2002
  - Vencedor d'una etapa al Cinturó a Mallorca
  - Vencedor d'una etapa a la Volta a Hessen
- 2003
  - Vencedor de 2 etapes al Tour de Loir i Cher
  - Vencedor de 3 etapes a la Volta a Sèrbia
- 2004
  - 1r a la Volta a Nuremberg
  - Vencedor d'una etapa a la Cursa de la Pau
  - Vencedor d'una etapa a la Volta a Hessen
- 2007
  - Vencedor d'una etapa a la Volta a Baviera
- 2008
  - Vencedor d'una etapa al Tour de Picardia
- 2009
  - Vencedor d'una etapa a la Volta a Turquia
  - Vencedor d'una etapa a la Volta a Dinamarca

### Resultats a la Volta a Espanya
- 2006. 127è de la classificació general